# Jørgen Vind

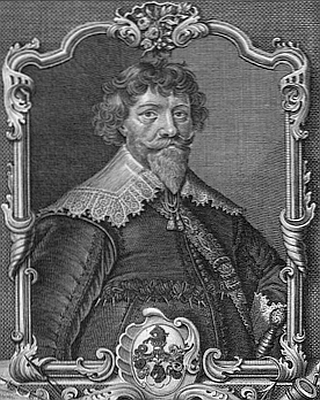
Jørgen Vind.

Jørgen Vind, född den 7 juli 1593 i Roskilde, död den 17 juli 1644 i Köpenhamn, var en dansk militär och ämbetsman. Han var far till Holger Vind.
Vind deltog 1613 i Kalmarkriget, under vilket han utmärkte sig vid belägringen av Älvsborg. Efter anställning i kansliet 1616–1620 var han skeppskapten 1620–1624 samt blev räntmästare 1627, riksråd 1640 och riksamiral 1643. En diplomatisk beskickning till Stockholm 1640 slog mycket illa ut. I träffningen vid Kolberger hejde den 1 juli 1644, där Vind var chef för flottans avantgarde, blev han dödligt sårad och dog ett par veckor senare.